# Ödeborgs landskommun
Ödeborgs landskommun var en tidigare kommun i dåvarande Älvsborgs län.

## Administrativ historik
När 1862 års kommunalförordningar trädde i kraft inrättades över hela landet cirka 2 500 kommuner, huvuddelen av dessa landskommuner.
I Ödeborgs socken i Valbo härad i sydvästra Dalsland inrättades då den första Ödeborgs kommun.
Vid kommunreformen 1952 bildade den storkommun tillsammans med Torps landskommun och Valbo-Ryrs landskommun. Denna kommun fick också namnet Ödeborg.
1967 upplöstes kommunen då församlingarna Ödeborg och Torp gick till Färgelanda landskommun och Valbo-Ryr till Munkedals landskommun (då i Göteborgs och Bohus län).

### Kyrklig tillhörighet
I kyrkligt hänseende tillhörde kommunen Ödeborgs församling. Den 1 januari 1952 tillkom församlingarna Torp och Valbo-Ryr.

## Geografi
Ödeborgs landskommun omfattade den 1 januari 1952 en areal av 242,88 km², varav 223,48 km² land.

### Tätorter i kommunen 1960
I Ödeborgs landskommun fanns tätorten Ödeborg, som hade 475 invånare den 1 november 1960. Tätortsgraden i kommunen var då 25,8 procent.

## Politik

### Mandatfördelning i valen 1938-1962
| 12 | 2 | 1 | 3 | 2 |

| 18 |

| 12 | 3 | 3 | 2 |

| 20 |

| 13 | 1 | 2 | 4 |

| 18 |

| 15 | 7 | 7 |  |

| 28 |

| 16 | 8 | 6 |

| 28 |

| 14 | 7 | 9 |

| 28 |

| 15 | 6 | 9 |

| 28 |